# Primeira Câmara (Países Baixos)
A Primeira Câmara (em holandês: Eerste Kamer der Staten-Generaal, ou simplesmente Eerste Kamer e às vezes Senaat) é a câmara alta dos Estados Gerais, o órgão legislativo dos Países Baixos. É equivalente ao Senado em outros países bicamerais. Seus 75 membros são eleitos pelos membros das doze Provinciale Staten a cada quatro anos, até três meses após as eleições provinciais.
Os membros da Primeira Câmara são políticos em tempo parcial que muitas vezes ocupam outras profissões além de ser membro da Câmara. Eles recebem um subsídio que é cerca de um quarto do salário dos membros da Câmara dos Deputados. Ao contrário da Câmara dos Representantes, politicamente mais significativa, ela se reúne apenas uma vez por semana. Seus membros tendem a ser políticos veteranos ou políticos de tempo parcial no nível nacional.
A Primeira Câmara tem o direito de aceitar ou rejeitar propostas legislativas, mas não de as alterar ou de dar início a uma legislação. Imediatamente depois que um projeto de lei for aprovado pela Segunda Câmara, ele é enviado para a Primeira e é submetido a uma comissão parlamentar. A comissão decide se o projeto de lei pode ser imediatamente colocado na agenda da câmara ou deve haver primeiro um estudo preparatório do projeto de lei. Se um projeto de lei é imediatamente colocado na agenda da câmara, é passado apenas como uma formalidade sem um debate.

## História
A Primeira Câmara foi instituída pelo rei Guilherme I em 1815. Quando os Países Baixos e a Bélgica se uniram em 1815, os belgas, em particular, pressionaram pela introdução de um sistema bicameral. Em seus primeiros anos, o Senado serviu como um baluarte da Coroa (o rei e seus ministros), uma vez que ainda era capaz de bloquear as contas, o que desagradou o rei. Tais projetos de lei eram geralmente contas de membros particulares da Segunda Câmara. Naquela época, os membros da Segunda Câmara também eram eleitos indiretamente.
Os membros do Senado não eram eleitos, mas eram confidentes do rei e eram nomeados de modo vitalício. O Senado permaneceu existindo mesmo após a separação da Bélgica em 1830.
Muito mudou na esfera política com o resultado da introdução de uma nova constituição em 1848. A posição do Senado e os critérios que regem elegibilidade para se apresentarem para eleição estavam entre as mudanças. A monitoração da qualidade da legislação gradualmente passou a ser a principal função do Senado após 1848.